# Cambrian Coast Express
A Cambrian Coast Express angol vasúti járat volt, amely Londont kötötte össze Aberystwyth és Pwllheli városával.

## Története
A Cambrian Coast Expresst, amely hivatalosan 1927-ben kezdte meg működését, a Great Western Railway üzemeltette. Útvonalán már 1921-ben jártak elnevezés nélküli vonatok. A londoni Paddington állomásról induló szerelvény Castle osztályú mozdonyát a súlykorlátozás miatt Wolverhamptonban vagy Shrewsburyben le kellett cserélni. 1936-ig ezen a szakaszon 4-4-0 tengelybeosztású Cambrian osztályú mozdonyok vontatták a szerelvényt, majd ezeket a hasonló tengelybeosztású Dukedog osztályú gőzösökre cserélték. A Dukedogok általában kettesével vontatták a Cambrian Coast Expresst. A második világháború idején 4-6-0-s Manor mozdonyokra cserélték őket.

## Nosztalgiajárat
A vonalat, amelyen egykor a Cambrian Coast Express járt, ma a West Coast Railways üzemelteti. A társaság The Cambrian néven nosztalgiavonatokat indít a híres expressz nyomában. A vonat a tengerparton halad, útvonala a következő: Machynlleth - Barmouth - Harlech - Porthmadog vagy Pwllheli.